# Erholm
Erholm er en sædegård 2 km nord for Aarup på Vestfyn. Den blev dannet i 1500 af Claus Eriksen Ravensberg. Den fredede hovedbygning er opført i 1850-1854 ved J.D. Herholdt og tilbygget i 1899 ved Martin Borch. Få hundrede meter syd for hovedbygningen ligger godsets tidligere kornmølle Dorthebjerg Mølle.
Erholm Gods er på 1065 hektar med Søndergårde.
- Erholm tegnet af J. P. Trap i 1872.
- Illustration fra bogen; Nordiska tofler udgivet af Albert Bonnier i 1865

## Stamhuset Erholm
Stamhuset Erholm omfattede hovedgårdene Erholm og Søndergårde samt gårdene Kielshøj og Hækkebølle. Det var på ca. 223 tdr. hartkorn (af alle slags). Jordtilliggendet udgjorde 1400 tdr. land, skovarealet 900 tdr. land. Stamhuset blev oprettet 1776 og ophørte 1927 med lensafløsningen. Besiddere:
- (1776-1822) Lorentz Christian Ernst Cederfeld de Simonsen
- (1822-1836) Hans Vilhelm Cederfeld de Simonsen
- (1836-1899) Hans Christian Joachim Cederfeld de Simonsen
- (1899-1927) Hans Christian Frederik Wilhelm Cederfeld de Simonsen

## Ejere af Erholm
- (1500-1541) Claus Eriksen Ravensberg
- (1541-1547) Susanne Eilersdatter Bølle gift (1) Ravensberg (2) Brockenhuus
- (1547-1569) Jacob Brockenhuus
- (1569) Inger Clausdatter Ravensberg gift Galt
- (1569-1585) Anders Pedersen Galt
- (1585-1590) Inger Clausdatter Ravensberg gift Galt
- (1590-1599) Helvig Hardenberg gift Rosenkrantz / Eline Eriksdatter Ravensberg gift Emmiksen
- (1599-1614) Anne Emmikesdatter Emmiksen gift Basse / Eline Eriksdatter Ravensberg gift Emmiksen
- (1614) Anne Emmikesdatter Emmiksen gift Basse
- (1614-1640) Helvig Hardenberg
- (1640-1646) Torben Gabrielsen Akeleye
- (1646-1651) Elisabeth von Korff gift Akeleye
- (1651-1664) Frederik von Arenstorff
- (1664-1685) Paul Ulrich Pestal
- (1685-1699) Erik Nielsen
- (1699-1720) Lyder Spleth
- (1720-1726) Karen Johansdatter Borchenfeldt gift (1) Spleth (2) Simonsen
- (1726-1733) Andreas Simonsen
- (1733-1768) Hans Simonsen
- (1768-1822) Lorentz Christian Ernst Cederfeld de Simonsen
- (1822-1836) Hans Vilhelm Cederfeld de Simonsen
- (1836-1899) Hans Christian Joachim Cederfeld de Simonsen
- (1899-1936) Hans Christian Frederik Wilhelm Cederfeld de Simonsen
- (1936-1980) Hans Christian Carl Frederik Cederfeld de Simonsen
- (1980-1997) Hans Cederfeld de Simonsen
- (1997-) Erholm Gods A/S v/a Hans Christian Michael Cederfeld de Simonsen / Jan Ivar Cederfeld de Simonsen / Anders Morten Cederfeld de Simonsen / Hans Cederfeld de Simonsen